# Hospedería del Errante
La Hospedería del Errante, es una hospedería chilena, y forma parte de las obras construidas dentro del contexto de la Ciudad Abierta. Comenzó a ejecutarse en 1981, y a contar de esa fecha se le han realizado mejoras y modificaciones, al menos hasta el año 2000, cuando finalizó el plazo de ejecución original del proyecto de la Comisión Nacional de Investigación Científica y Tecnológica "Cierre de lo Inconcluso de la Hospedería del Errante y Cualificación de los Umbrales Interiores de Iluminación, Ventilación y Cromatismo de las Orientaciones Cenitales", N°1980307, postulado el año 1998.
El suelo de la obra se compone de un radier fino, madera, muros son de albañilería, tabiquería y paredes vidriadas, una cubierta de planchas de madera y de zinc. Posee una superficie interior aproximada de 215 m².

## Sobre el autor
Si bien comúnmente se considera que las hospederías, son concebidas y ejecutadas de manera colectiva, la Hospedería del Errante se encuentra claramente asociada al nombre de Manuel Casanueva Carrasco, arquitecto a quien se atribuye la concepción del proyecto de manera prácticamente exclusiva. De hecho la base teórica para la formulación del proyecto de la Hospedería del Errante, está contenida en la Tesis del Arquitecto Orfebre (Fondo Nacional de Desarrollo Científico y Tecnológico de 1991),

## Nombre de la obra
El nombre de la obra proviene de un texto de Godofredo Iommi, denominado "Carta del Errante", el cual fue publicado el 23 de junio de 1976. En dicho texto se establece el debate entre poesía y realidad, mencionando entre otros a Arthur Rimbaud, el Conde de Lautréamont, André Breton y Friedrich Hölderlin.

## Primera parte de la construcción: Años 1981 a 1997
La primera parte de las obras se inició en 1981. A la Ciudad Abierta, se le donó un galpón de acopio, una estructura básica de elementos metálicos y albañilería, de la cual solo alcanzó a construirse la estructura primaria, siendo atribuida la detención de la ejecución a la crisis económica que afectó a Chile en 1982. La estructura quedó entonces en abandono, y sometida al deterioro producto de la exposición a la intemperie.

## Segunda parte de la construcción: Años 1998 a 2000
Posteriormente la obra fue retomada, siendo remodelada y reformulada, en esta parte jugó un rol fundamental, el proyecto de investigación aprobado por el Comisión Nacional de Investigación Científica y Tecnológica el año 1998, el cual consistía en graduar las energías de la intemperie. En este proyecto se abordaron dos temáticas principales, la iluminación y el viento, dos energías naturales de la intemperie, es por ello que la forma responde a estas energías con dos estructuras: el fuselaje (para protegerse de la energía eólica) y la celosía (para protegerse de la energía lumínica). Los fuselajes entonces, encaran los efectos de los elementos que se comportan como fluidos, el viento y la lluvia, y las celosías, como dispositivos de control. Para ver el comportamiento real del viento en la estructura, se desarrollaron modelos, los cuales fueron sometidos a túneles de fluidos.
Con respecto a la forma, también existe una investigación de carácter plástico, que consiste en el efecto virtual del impacto de un cubo sobre las superficies. Todo esto forma parte de una aproximación a la forma desarrollada por Manuel Casanueva, a lo largo de su carrera como investigador y docente.
En su conjunto, el proyecto busca, mediante el uso de los fuselajes y celosías, graduar la luz, para lograr una habitalidad interior de confort.

## Repercusiones
De acuerdo a Matteo Sangalli, en una charla dictada el 21 de enero de 2005, la Hospdería del Errante, es "la obra más representativa del pensamiento de la Escuela"